# Algemeen Pensioenfonds KLM
De Stichting Algemeen Pensioenfonds KLM is het pensioenfonds voor gepensioneerden en (oud-)werknemers van KLM die een grondfunctie uitoefen(d)en. Iedereen die bij KLM in een grondfunctie in dienst komt, neemt automatisch deel aan de pensioenregeling van het Algemeen Pensioenfonds KLM. Het pensioenfonds wordt bestuurd door zowel werkgevers als werknemers en pensioengerechtigden. Het pensioenfonds is opgericht in 1932 en is daarmee het oudste pensioenfonds van KLM.
Het Algemeen Pensioenfonds KLM kent regelingen voor ouderdomspensioen,  partnerpensioen, wezenpensioen en arbeidsongeschiktheidspensioen. In 2023 telde het fonds 34.000 deelnemers, waarvan 12.000 gepensioneerden, 13.000 deelnemers en rest zijn gewezen deelnemers ('slapers').
Het beheer van de beleggingen is uitbesteed aan BSG Asset Management. In juli 2024 werd bekend dat Blue Sky Group (BSG) de vermogensbeheer activiteiten overdoet aan Achmea Investment Management. Het fonds hanteert een strategische asset-mix van 35% in aandelen, 50% in obligaties en 15% in vastgoed.
Per 31 december 2023 was het belegd vermogen € 10,2 miljard en waren de pensioenvoorzieningen groot € 7,7 miljard. De nominale dekkingsgraad kwam daarmee uit op 130%.
| Jaar | Dekkingsgraad (nominaal) | Belegd vermogen | Rendement |
| ---- | ------------------------ | --------------- | --------- |
| 2005 | 162,0%                   | € 4,4 miljard   | 15%       |
| 2006 | 178,0%                   | € 4,9 miljard   | 11%       |
| 2007 | 181,6%                   | € 5,0 miljard   | 3,4%      |
| 2008 | 107,8%                   | € 3,9 miljard   | −20,8%    |
| 2009 | 124,8%                   | € 4,6 miljard   | 17,7%     |
| 2010 | 122,0%                   | € 5,2 miljard   | 9,9%      |
| 2011 | 109,2%                   | € 5,4 miljard   | 4,9%      |
| 2012 | 116,5%                   | € 6,2 miljard   | 14,8%     |
| ...  |                          |                 |           |
| 2020 | 104,2%                   | € 10,3 miljard  | 5,8%      |
| 2021 | 123,1%                   | € 11,4 miljard  | 10,7%     |
| 2022 | 128,2%                   | € 9,4 miljard   | −16,8%    |
| 2023 | 130,2%                   | € 10,2 miljard  | 8,3%      |